# De Rips
De Rips est un village situé dans la commune néerlandaise de Gemert-Bakel, dans la province du Brabant-Septentrional. Le 1er janvier 2007, le village comptait 1 547 habitants.